# Barricada (grup de música)
Barricada va ser un grup de rock de Pamplona (Navarra) format el 1982 al barri de Txantrea. Amb quinze àlbums d'estudi i més de mil concerts en el seu historial, va ser un dels grups més consolidats dins del panorama del rock espanyol, essent destacable l'entrega del disc de diamant per la venda de més d'un milió de discs al llarg de la seva carrera. El director de cinema basc Juanma Bajo Ulloa, ha estat l'encarregat de dirigir alguns dels seus vídeos musicals. Fins i tot van participar com a extres en la pel·lícula d'aquest director, Airbag.

## Història
El grup va ser creat originalment per Enrique Villareal "(El Drogas)", veu i baix; José Landa, bateria; Sergio Osés com a segon guitarrista (els tres procedents del grup Kafarnaún); i Javier Hernández (El Boni), veu i guitarra.
Junts van donar el primer concert a l'abril de 1982 a la plaça de la Txantrea, a Pamplona. Aquest concert es recorda perquè el grup va tocar sense escenari, arran de terra, amb la gent al voltant d'ells.
A ells se'ls va unir per a l'enregistrament del seu primer disc Mikel Astrain a la bateria. El seu primer disc 'Noche de Rock and Roll', va ser gravat en tan sols dos dies, i llançat per la discogràfica independent 'Soñua' el 1983. Va comptar amb la producció de Ramoncín. En paraules d'El Drogas, el disc es pot definir com «el cigaló fet disc».
Després del llançament del disc, Sergio va haver de realitzar el servei militar, i per no frenar la progressió del grup va ser substituït per Alfredo Piedrafita. En el 1984 Mikel va patir un aneurisma cerebral durant un concert a Artajona, essent traslladat a Pamplona d'urgència, on va morir dos dies després al no superar el post-operatori. Fernando Coronado va passar a ser el nou bateria. Aquell mateix any, amb la producció de Rosendo Mercado, graven el segon disc, Barrio conflictivo. La cançó Pon esta música de nuevo, va servir com a dedicatòria i homenatge a Mikel. Aquell any el grup és elegit Millor grup de Navarra.
El 1986, per a l'enregistrament del tercer disc, Barricada va firmar un contracte amb la multinacional RCA. Però les diferències entre el grup i la discogràfica van fer que aquest contracte es trenqués després del llançament del disc. La discogràfica pretenia censurar 8 temes, que gràcies a la pressió de Rosendo Mercado, també productor d'aquest disc, van poder veure la llum finalment.
Va ser llavors quan es van unir a la discogràfica Polygram Iberia, pel llançament de No sé qué hacer contigo en 1987, produït també per Rosendo. Malgrat la pressió del grup, la discogràfica va censurar la cançó Badia de Pasaia, que recorda les controvertides morts de quatre integrants dels Comandos Autònoms Anticapitalistes, sent un d'ells amic del barri d'El Drogas.
En 1988 publiquen el seu cinquè disc, Rojo. Per alguns crítics és l'àlbum més complet i valorat del grup, amb cançons com Animal caliente, Abrir i cerrar o 'La hora del carnaval'. La producció va anar a càrrec de Dennis Herman.
També va ser censurat el tema En nombre de Diós, el 1989, del disc Passión pel ruido, al que hagués donat nom. La cançó és una crítica a l'Opus Dei.
En 1990 publiquen seu 'Doble Directe' on s'inclouen 23 cançons tocades en directe. El grup va rebre per aquest treball un disc d'or.
Els seus dos següents treballs van obtenir un enorme èxit de vendes, arribant a assolir ambdós el disc de platí. El primer d'ells Por instinto, publicat en 1991, va suposar un distanciament del so més pur del grup, que va ser criticat per alguns de les seves fans de sempre. No obstant això amb aquest disc Barricada es va convertir en un grup molt més conegut.
En 1992 es publica Balas blancas, que conté el tema Oveja Negra un dels més coneguts i significatius del grup.
Per al següent àlbum, el grup decideix prendre nous camins i tendències musicals, el resultat del qual és 'La Araña', publicat en 1994. Les vendes cauen degudes potser a aquest canvi, i és més notori al següent disc, Insolencia, publicat en 1996.
En 1997 abandonen Polygram, publicant un disc anomenat Salud i Rock&Roll. Es tracta d'un directe gravat aquell mateix any a la Plaça de Braus de Pamplona, i compta amb diverses col·laboracions.
L'any 2000 publiquen un treball que torna amb el seu so més potent, però evolucionat, 'Acción directa'. Amb aquest disc les vendes augmenten novament, fregant el disc d'or, i Barricada es col·loca una altra vegada dalt del panorama rock espanyol. Aquest àlbum va ser publicat per la discogràfica DRO East West, responsable dels seus últims treballs.
En 2002 el grup publica el disc Bésame. Després del llançament d'aquest disc Fernando Coronado va abandonar el grup i va ser substituït per Ibi, que havia estat company de Alfredo Piedrafita en In vitro. És així com es va donar origen a la formació actual.
En 2003 va sortir al mercat el disc homenatge al grup Un camino de piedras format per 13 temes de Barricada versionats per vells amics del roca'n'rol.
En juny de 2006 va sortir un nou disc doble en directe, gravat el 16 de desembre de 2005, al pavelló Anaitasuna de Pamplona i el 24 de febrer de 2006 en el Teatre Gayarre de Pamplona, aquest últim en format acústic acompanyats de tres coristes, un saxofonista, un teclat i una harmònica.
El 18 d'abril de 2007 van celebrar el 25è aniversari del seu primer concert, tocant al mateix lloc i a la mateixa hora: a la plaça de la Txantrea, a les 12 del migdia, i arran de terra, sense escenari, efectes de llum ni tanques. El concert havia estat anunciat amb només 2 dies d'antelació a la seva pàgina web i així i tot va reunir nombroses persones.
En 2008 surt en venda 25 años de roca'n'rol, una caixa de 2 CD + 2 DVD + Llibre, que recull el millor del grup i unes quantes rareses. Poc després, s'embarquen en la gira Otra noche sin dormir, al costat de Rosendo i Aurora Beltrán. La gira arrenca el 4 d'abril al Velòdrom d'Anoeta de Sant Sebastià, per finalitzar el 26 de setembre en la Plaça de Braus de Las Ventas, a Madrid.
També, a finals d'any treuen el directe Otra noche sin dormir, un concert conjunt amb Rosendo Mercado i Aurora Beltrán. El concert conté un total de 50 cançons.
En novembre de 2009 treuen a la venda La tierra está sorda, un cd amb llibre sobre la Guerra Civil espanyola. El disc conté un total de 18 cançons. El llibre parla sobre les històries explicades a les cançons.
El 2010 surt al mercat En la memoria, un disc i dvd en acústic de la cançons de La tierra está sorda. També, és aquest mateix any, s'edita un llibre biogràfic sobre el grup titulat ElectricAos, escrit per Fernando F. Garayoa i David Mariezkurrena.
El 2 de desembre de 2011, Enrique Villareal anuncia la seva decisió d'abandonar Barricada mitjançant la pàgina web del seu grup paral·lel, Txarrena. L'endemà, Boni, Alfredo i Ibi emeten un comunicat a la pàgina web de Barricada en el que confirmen la continuïtat de la formació, la separació d'Enrique i la gravació d'un nou disc el gener de 2012 (Flechas cardinales).
L'1 d'octubre de 2013, Alfredo Piedrafita confirma que la formació es dissoldrà definitivament després del concert del 23 de novembre al Pavelló Anaitasuna de Pamplona, després de 31 anys damunt dels escenaris.
El día 18 de juny del 2018, Boni, el vocal de Barricada, perd la veu a conseqüència de l'operació que acabà amb el càncer de laringe que patia. El 8 de gener del 2021 va morir.

## Components
- Enrique Villareal, El Drogas: veu, baix i cors (1982-2011)
- Javier Hernández, Boni: veu, guitarra i cors (1982-2013)
- Alfredo Piedrafita, Alf: veu, guitarra i cors (1983-2013)

- José Landa: bateria (1982)
- Sergio Oses: guitarra i veu (1982-1983)
- Mikel Astrain: bateria (1982-1984)
- Fernando Coronado: bateria (1984-2002)
- Ibon Sagarna, Ibi: bateria i cors (2002-2013)
- Ander Izeta: baix i cors (2012-2013)

## Discografia
- Noche de Rock&Roll, 1983
- Barrio conflictivo, 1985
- No hay tregua, 1986
- No sé qué hacer contigo, 1987
- Rojo, 1988
- Pasión por el ruido, 1989
- Barricada, (doble directe), 1990 (Disc d'or)
- Barricada 83–85, 1990
- Por instinto, 1991 (Disc de platí)
- Balas blancas, 1992 (Disc de platí)
- La araña, 1994 (Disc d'or)
- Los singles, 1995
- Insolencia, 1996
- Salud y rocanrol, (directe), 1997
- Acción directa, 2000
- Bésame, 2002
- Hombre mate hombre, 2004
- Latidos y mordiscos, (doble directe), 2006
- 25 años de rocanrol, (2 CD + 2 DVD), 2008
- Otra noche sin dormir, (CD + 2 DVD), 2008 (Disc d'or)
- La tierra está sorda, (CD + llibre) 2009 (Disc d'or)
- En la memoria, (acústic), (CD + DVD), 2010
- Flechas cardinales, 2012
- Quedan caminos por recorrer (directe), 2012
- Agur (directe), 2014